# رهایی
آزادی (انگلیسی: Freedom) به‌طور کلی، داشتن توانایی عمل یا تغییر بدون قید و شرط است. کسی «آزاد» است اگر بتواند وضعیت خود را به راحتی تغییر دهد و در وضعیت فعلی آن محدود نباشد. در فلسفه و مذهب با داشتن اراده آزاد و بدون قید و شرط یا بردگی همراه است و یک ایده بسیار مرتبط با مفهوم آزادی است. فرد آزادی انجام کارهایی را دارد که در تئوری یا در عمل توسط نیروهای دیگر قابل پیش‌گیری باشد.  یا یک ریاضیدان می‌تواند معادله‌ای را مطالعه کند که دارای درجات آزادی بسیار است. در مهندسی مکانیک، «آزادی» تعداد حرکت‌های مستقلی را توصیف می‌کند که به بدن یا سیستم اجازه داده می‌شود، که به‌طور کلی به درجه آزادی اشاره دارد.

## اراده آزاد
در گفتمان فلسفی، آزادی در زمینه اراده آزاد و خودمختاری مورد بحث قرار می‌گیرد و با مسئولیت اخلاقی متعادل می‌شود.
طرفداران آزادی، آزادی اندیشه را ذاتاً ذهن انسان تلقی می‌کنند، در حالی که مخالفان ذهن را به عنوان تنها فکر کردن تصور می‌کنند که یک مغز به‌طور قطعی در آن زمان درگیر می‌شود، در نظر می‌گیرند.

## آزادی اجتماعی یا آزادی

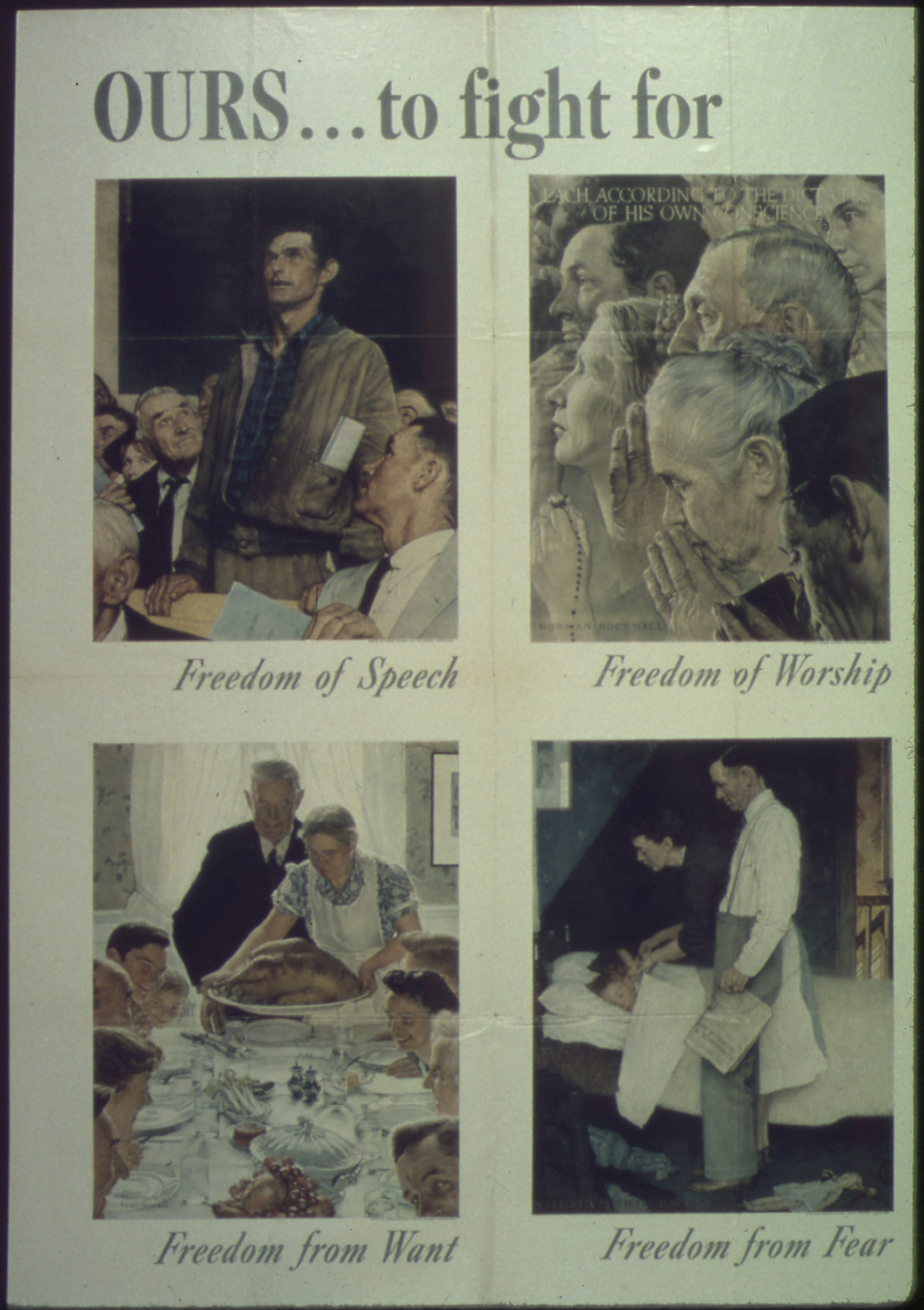
چهار آزادی، مجموعه‌ای از نقاشی‌ها برای توصیف آزادی که کشورهای متفقین در جنگ جهانی دوم جنگیدند.

در گفتمان سیاسی، آزادی سیاسی اغلب با آزادی و خودمختاری در مفهوم «دادن قوانین شخصی خود» و با داشتن حقوق و آزادی‌های مدنی همراه است که آن‌ها را بدون دخالت غیرضروری دولت اعمال می‌کند. انواع آزادی سیاسی شامل آزادی اجتماعات، آزادی انجمن‌ها، آزادی انتخاب و آزادی بیان را شامل می‌شود.
در بعضی شرایط، به خصوص زمانی که بحث محدود به آزادی‌های سیاسی است، "آزادی (freedom)" و "رهایی (liberty)" به جای یکدیگر مورد استفاده قرار می‌گیرند. با این حال، در جاهای دیگر، تمایزات ظریف بین این دو کلمه آزادی بیان شده‌است. جان استوارت میل، "رهایی (liberty)" متمایز از "آزادی (freedom)" در این آزادی اصولاً، اگر نه منحصراً، می‌تواند به عنوان اراده و آنچه که قدرت انجام می‌دهد، باشد؛ در حالی که "رهایی (liberty)"، فقدان قیود اختیاری است و حقوق همه افراد درگیر را در نظر می‌گیرد. به این ترتیب، "رهایی (liberty)" مشروط به توانایی و محدود به حقوق دیگران است.

## آزادی به عنوان یک مفهوم فیزیکی
به لحاظ صرفاً فیزیکی، آزادی به‌طور گسترده‌تری برای توصیف محدودیت‌هایی که جنبش جسمی و سایر فرایندهای فیزیکی امکان‌پذیر است استفاده می‌شود. این به مفهوم فلسفی مربوط می‌شود به این معنی که افراد ممکن است به اندازه آزادی به اندازه‌ای که از لحاظ جسمی قادر به ورزش هستند، محسوب شوند. تعدادی از متغیرها یا پارامترهای مستقل برای یک سیستم به عنوان تعداد آن از درجه آزادی توصیف شده‌است. به عنوان مثال، حرکت وسیله نقلیه در امتداد جاده دارای دو درجه آزادی است؛ برای رفتن سریع یا آهسته یا تغییر جهت با چرخاندن چپ یا راست. حرکت کشتی در امواج دارای چهار درجه آزادی است، از آنجایی که می‌توان آن را به سمت طرف مقابل به سمت بینی و دم قرار داد. یک هواپیما همچنین می‌تواند صعود و سقوط کند و به شش درجه آزادی برساند.

## آزادی در نظریه ریاضی
در ریاضی، آزادی توانایی یک متغیر برای تغییر در ارزش است.
برخی از معادلات دارای چنین متغیرهایی هستند. این مفهوم به عنوان ابعاد یک چند جمله‌ای یا یک تنوع جبری شناخته می‌شود. هنگامی که درجه آزادی به‌جای ابعاد مورد استفاده قرار می‌گیرد، این معمولاً به این معنی است که منیفولد یا تنوع که سیستم را مدل می‌کند، تنها به‌طور ضمنی تعریف می‌شود. این درجات آزادی در بسیاری از رشته‌های ریاضی و مرتبطی، از جمله درجات آزادی بکار رفته در فیزیک و شیمی برای توضیح وابستگی به پارامترها، یا ابعاد فضای فاز، و درجات آزادی در آمار، تعداد مقادیر در محاسبه نهایی آماری که آزاد هستند به وجود می‌آیند.